# مقتدایی
مقتدایی می‌تواند یکی از موارد زیر باشد:
- مرتضی مقتدایی، (زاده ۱۳۱۴) روحانیون شیعه از ایران
- مجتبی مقتدایی، (زاده ۱۳۷۵) بازیکن فوتبال اهل ایران
- عبدالحسن مقتدایی، (زاده ۱۳۳۴) سیاستمدار ایرانی، مدرس دانشگاه و مدیر اجرایی
- عباس مقتدایی خوراسگانی، (زاده ۱۳۴۶) از استادان دانشگاه آزاد اسلامی